# 레이포스
《레이포스》는 타이토가 제작한 1994년 아케이드 진행형 슈팅 게임이다. 타이토 3F 시스템 아케이드 기판으로 개발돼 1994년 2월 출시됐다. 유럽의 아케이드판 제목은 《건록》이다.
먼미래의 지구환경을 관리하는 인공지능 '컨휴먼'이 인류에 반란을 일으키자, 인공지능의 영향이 아직 미치지 않은 우주식민지가 보낸 주인공 기체가 컨휴먼을 토벌하는 내용을 다뤘다. 조종기체는 수직으로 발사되는 레이저와 록온 방식으로 적을 겨냥하는 보조레이저, 단 2종류의 무기만을 사용하는 것이 특징으로 이를 통해 점수를 획득하고 스테이지를 돌파하는 것이 목표이다.
《레이포스》는 아케이드 출시 후 가정용 플랫폼으로 여러 차례 이식됐다. 1995년에 출시된 세가 새턴판의 경우 상표권 문제로 일본에서 《레이저 설렉션》, 북미 및 유럽 지역에선 《갤럭틱 어택》이라는 제목으로 발매됐다. 1997년에는 마이크로소프트 윈도우로 발매됐으며, 2012년에는 iOS, 2017년에 안드로이드로 발매됐다. 2022년에는 시티 커넥션이 세가 새턴판 기반 이식판 《레이저 설렉션 & 갤럭틱 어택 S-트리뷰트》가 플레이스테이션 4, 닌텐도 스위치, 엑스박스 원 및 윈도우(스팀)으로 출시됐다. 2023년 플레이스테이션 4 및 닌텐도 스위치로 발매된 합본 《레이 아케이드 크로놀로지》에 수록됐다.
후속작으로 1996년 《레이스톰》, 1998년 《레이크라이시스》 두 편이 발매됐다.

## 반응
일본 잡지 〈게임 머신〉 1994년 4월 1일호에서 《레이포스》는 3번째로 가장 인기있는 아케이드 게임으로 기록됐다.

## 참조

### 주해
1. ↑  영어: RayForce, 일본어: レイフォース
2. ↑  영어: Gunlock
3. ↑  영어: Layer Section
4. ↑  영어: Galactic Attack
5. ↑  영어: Layer Section & Galactic Attack S-Tribute